# Шипенко, Александр Николаевич
Александр Николаевич Шипенко (1 января 1959 — 10 апреля 2015, Запорожье, Украина) — советский гандболист, амплуа — вратарь. Заслуженный мастер спорта СССР (1982), чемпион мира по гандболу (1982).

## Биография
В 1983 г. окончил факультет охраны окружающей среды Запорожского индустриального института, в 1988 г. — факультет физического воспитания Запорожского госуниверситета.
Защищал ворота клубов «ЗИИ» (Запорожье), «Африкан» (Хаммен Сус, Тунис), сборных команд Украины и СССР.
Бронзовый призёр чемпионатов СССР (1982—1984), обладатель Кубка IHF (1983), чемпион (1989) и обладатель Кубка Туниса (1990). Двукратный победитель молодёжных чемпионатов мира (1977, 1979), чемпион мира среди студентов. За сборную СССР провел 176 официальных матчей, чемпион мира по гандболу (1982), двукратный обладатель Кубка мира и Суперкубка, победитель Игр Доброй воли. Серебряный призёр международного турнира «Дружба-84», двукратный победитель Спартакиад Украинской ССР. Чемпион VIII летней Спартакиады народов СССР.
Являлся тренером гандбольного клуба «ZTR» (1992—1995), исполнительным директором ПКК «Синтез» (1995—1997), генеральным менеджером мужской сборной Украины (2000—2002), вице-президентом Федерации гандбола Украины (2002—2005), вице-президентом гандбольного клуба «Портовик» (2006—2009).
С июня 2007 г. — советник президента Федерации гандбола Украины по вопросам деятельности сборных команд страны. С 2010 г. — генеральный директор «Украинской гандбольной лиги». В 2012 г. вновь начал работать тренером в гандбольном клубе ZTR, занимаясь подготовкой вратарей.